# Mtwara (region)
Mtwara – region (mkoa) w Tanzanii.
W 2002 roku region zamieszkiwało 1 124 481 osób. W 2012 ludność wynosiła 1 270 854 osoby, w tym 599 648 mężczyzn i 671 206 kobiet, zamieszkałe w 344 834 gospodarstwach domowych.
Region podzielony jest na 7 jednostek administracyjnych drugiego rzędu (dystryktów):
- Masasi Town Council
- Masasi District Council
- Mtwara Municipal Council
- Mtwara District Council
- Nanyumbu District Council
- Newala District Council
- Tandahimba District Council